# Alina (cràter)
Alina és un cràter d'impacte en el planeta Venus de 3,7 km de diàmetre. Porta el nom d'Alina, abreviatura de l'antropònim francès Adeline/Adelaide, i el seu nom va ser aprovat per la Unió Astronòmica Internacional el 2009.